# ジェームズ・セシル (第4代ソールズベリー伯爵)

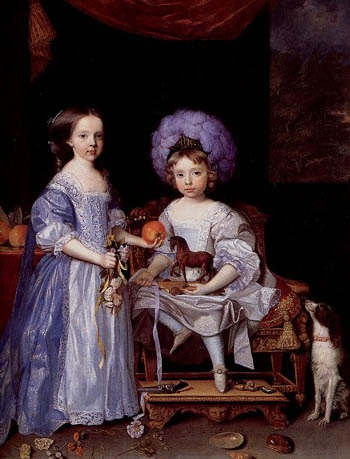
のちの第4代ソールズベリー伯爵と姉キャサリン。ジョン・マイケル・ライト画、1669年。

第4代ソールズベリー伯爵ジェームズ・セシル（英語: James Cecil, 4th Earl of Salisbury、1666年9月25日洗礼 – 1694年10月24日）は、イングランド王国の貴族。1668年から1683年までクランボーン子爵の儀礼称号を使用した。爵位を継承した時点で家計が火の車で、裕福な相続人と結婚したが、死去時点でも家計がほとんど改善しなかった。政治では1687年にカトリックに改宗し、名誉革命で国王ジェームズ2世に味方して2度投獄されている。

## 生涯
第3代ソールズベリー伯爵ジェームズ・セシルと妻マーガレット（1682年ごろ没、第8代ラトランド伯爵ジョン・マナーズの娘）の息子として生まれ、1666年9月25日にハットフィールドで洗礼を受けた。1682年5月17日にケンブリッジ大学セント・ジョンズ・カレッジに入学した。
1683年5月に父が死去すると、ソールズベリー伯爵位を継承した。同年7月13日にロンドンでフランシス・ベネット（Francis Bennett、1670年10月20日 – 1713年7月8日、サイモン・ベネットの娘）と結婚、1男をもうけた。
- ジェームズ（1691年6月8日 – 1728年10月9日） - 第5代ソールズベリー伯爵[1]

爵位継承時点でソールズベリー伯爵家は借金まみれであり、この結婚は伯爵の管財人が家計を助けるために手配したものだった。サイモン・ベネットの管財人とされるトマス・ラッセル（Thomas Russell）が1656年にサリー州のウィットリー・パークを購入しており、この結婚によりフランシスの持分がソールズベリー伯爵に移った。のちにフランシスの姉グレースが後継者のないまま1730年に死去すると、グレースの持分もソールズベリー伯爵家に継承されたが、1791年に売却された。
サイモン・ベネットの遺言状ではフランシスが16歳未満で結婚した場合、ベネット家の遺産を一部しか継承できないと定めたが、管財人はもう待てないと判断して結婚に踏み切ったのであった。そのため、家計を完全に回復するには節約が必要だったが、ソールズベリーは豪奢な生活を送った。またソールズベリーが1683年から1688年までフランスとイタリアを頻繁に旅し、フランシスを家に残したため、フランシスは夫が帰国するまで実家に戻ったという。1687年にはローマでカトリックに改宗し、1688年には国王ジェームズ2世の支持者として帰国した。
名誉革命が勃発すると、ソールズベリーは1688年9月に新しく招集された騎兵連隊の大尉（のち大佐＝隊長）に任命され、11月にも寝室侍従（gentleman of the bedchamber）に任命されたが、革命でジェームズ2世が廃位されたため、ソールズベリーは大逆罪で逮捕され、ロンドン塔に投獄された。1690年春に保釈されるも、ロバート・ヤングが偽造した文書により1692年5月7日に再度投獄された。しかしほかに証拠はなく、ソールズベリーは再び保釈された。
1694年9月19日、妻の母が空き巣に殺害された。
1694年10月24日にハットフィールド・ハウスで死去、11月3日にハットフィールドで埋葬された。一人息子ジェームズがわずか3歳で爵位を継承した。伯爵位にあった11年間で家計がほとんど改善されず、死去時点で50,000ポンド以上の債務を残した。

## 人物
同時代のエイブラハム・ド・ラ・プライムは第4代ソールズベリー伯爵を「太った、のそのそした男」と形容した。20世紀の歴史学者ローレンス・ストーンも1973年の著作でソールズベリー伯爵を知性のない人物で、不幸にも味方する君主を間違えたと評した。